# Бучковци
Бучковци (словен. Bučkovci) су насељено место у општини Љутомер, Помурска регија, Словенија.

## Историја
До територијалне реорганизације у Словенији били су у саставу старе општине Љутомер.

## Становништво
У попису становништва из 2011. године, Бучковци су имали 119 становника.
| Број становника према пописима | Број становника према пописима | Број становника према пописима |
| ------------------------------ | ------------------------------ | ------------------------------ |
| 1991                           | 2002                           | 2011                           |
| 294                            | 124                            | 119                            |

Напомена: Године 1991. смањен за део насеља који је проглашен за ново самостално насеље Мала Недеља.